# Bloomfield (Connecticut)
Bloomfield és una població dels Estats Units a l'estat de Connecticut. Segons el cens del 2005 tenia 20.581 habitants.

## Demografia
Segons el cens del 2000, Bloomfield tenia 19.587 habitants, 7.902 habitatges, i 5.152 famílies. La densitat de població era de 290,8 habitants per km².
Dels 7.902 habitatges en un 24% hi vivien nens de menys de 18 anys, en un 46,1% hi vivien parelles casades, en un 15,9% dones solteres, i en un 34,8% no eren unitats familiars. En el 30,1% dels habitatges hi vivien persones soles el 16% de les quals corresponia a persones de 65 anys o més que vivien soles. El nombre mitjà de persones vivint en cada habitatge era de 2,41 i el nombre mitjà de persones que vivien en cada família era de 3.
Per edats la població es repartia de la següent manera: un 21,4% tenia menys de 18 anys, un 5,8% entre 18 i 24, un 24,5% entre 25 i 44, un 26,6% de 45 a 60 i un 21,7% 65 anys o més.
L'edat mediana era de 44 anys. Per cada 100 dones de 18 o més anys hi havia 75,5 homes.
La renda mediana per habitatge era de 53.812 $ i la renda mediana per família de 64.892 $. Els homes tenien una renda mediana de 42.860 $ mentre que les dones 36.778 $. La renda per capita de la població era de 28.843 $. Aproximadament el 5,1% de les famílies i el 7,6% de la població estaven per davall del llindar de pobresa.